# William Allingham
William Allingham (Ballyshannon, 1824 – Hampstead, 1889) è stato un poeta irlandese.
Direttore del celebre Fraser's magazine (1874-1879), si inserì nei preraffaeliti e fu definito "poeta delle piccole cose e dei brevi momenti".

## Opere
- Poems (1850)
- The music master (1855)
- The fairies (1883)
- Flower pieces and other poems (1888)